# Lane Santana
Lane Santana (Rio de Janeiro, 15 de novembro de 1974) é um carnavalesco brasileiro, tendo atuado em escolas de samba do Carnaval brasileiro.

## Carreira
Começou através da convivência em barracões de escolas de samba por intermédio de sua mãe, na ocasião costureira e artesã. ingressou na equipe de criação de Joãozinho Trinta, durante oito anos. sendo responsável por desenhos e execução do projeto. estreiou na função de carnavalesco, em 2001 pela Unidos do Cabuçu. mas no ano seguinte, foi o responsável por desenvolver o carnaval da Viradouro, na qual pegou há meses do desfile, tudo após a saída repentina de Roberto Szaniecki e ainda Fez o desfile do Acadêmicos da Abolição, por onde continuou em 2002 e atuou como carnavalesco da São Clemente, fazendo parte da Comissão de Carnaval e em carreira solo levando a escola de volta ao Especial, com a conquista do antigo Grupo de acesso A.
Em 2004, se aventurou no Carnaval de São Paulo, ao ser carnavalesco da Vai-Vai. retornando no ano seguinte ao assinar o carnaval da emergente Renascer de Jacarepaguá e permanecendo na mesma, em 2006. além de durante esse período na Renascer, ter retornado a desenvolver o carnaval da Acadêmicos da Abolição e voltou ao Especial, dessa vez na Unidos da Tijuca, pelo qual foi assistente há decadas passadas, formando dupla com Luiz Carlos Bruno. ao substituir o badalado carnavalesco Paulo Barros, colocando a escola do Borel inclusive a frente da escola em que o ex-carnavalesco estava, a Viradouro. desenvoloveu o carnaval da Caprichosos em 2008 e no ano de 2009, retorna mais uma vez ao especial, dessa vez fazendo a tradicional Portela, novamente em dupla, dessa vez com a companhia de Jorge Caribé, conseguiu levar a escola mesmo com problemas internos ao terceiro lugar e no ano de 2010, fez parte da comissão de carnaval da Vai-Vai
Ainda em 2010 recebe o convite da Alegria da Zona Sul para assinar seu carnaval, estaria fora da agremiação em 2011, mas a direção voltou atrás e permaneceu na escola. em 2012 foi convidado para colaborar com o carnaval da Santa Cruz e também foi como carnavalesco para a Antiga Abissínia de Cabo Frio. No Carnaval de 2014 foi assistente de Luiz Carlos Bruno, na Rocinha e retornou pela segunda vez, a Santa Cruz onde em 2015 e 2016, atuou como membro da Comissão de Carnaval e ainda dividindo com a Unidos das Vargens.
E após dois anos afastado, Lane Santana retornou como carnavalesco das escolas de samba Alegria da Zona Sul e Unidos do Cabuçu, onde respectivamente dividirá o carnaval com André Tabuquine e Jorge Lucas.

## Carnavais
Abaixo, a lista de desfiles assinados por Lane Santana.
| Ano  | Escola                  | Colocação   | Divisão                                 | Enredo                                                                                             | Ref.          |
| ---- | ----------------------- | ----------- | --------------------------------------- | -------------------------------------------------------------------------------------------------- | ------------- |
| 2000 | Cabuçu                  | 12.º lugar  | Grupo A                                 | Brasil 500... Ano 2000... Cabral Faz a Festa no Brasil                                             | [ 20 ]        |
| 2001 | Viradouro               | 5.º lugar   | Especial RJ                             | Os sete pecados capitais                                                                           | [ 1 ]         |
| 2001 | Abolição                | 3.º lugar   | Grupo D                                 | Miscigenação, a cara do povo                                                                       | [ 2 ]         |
| 2002 | São Clemente            | 14.º lugar  | Especial RJ                             | Guapimirim, paraíso ecológico abençoado pelo Dedo de Deus                                          | [ 4 ] [ 21 ]  |
| 2002 | Abolição                | Vice-campeã | Grupo D                                 | Nada se Perde Tudo se Recicla                                                                      | [ 3 ]         |
| 2003 | São Clemente            | Campeã      | Grupo A                                 | Mangaratiba - Uma história de luta para todos que amam a terra e a liberdade                       | [ 5 ] [ 21 ]  |
| 2004 | Vai-Vai                 | 11.º lugar  | Especial SP                             | Quer conhecer São Paulo? Vem pro Bixiga para ver...                                                | [ 6 ] [ 21 ]  |
| 2005 | Renascer                | 8.º lugar   | Grupo A                                 | Espelho, Espelho Meu!                                                                              | [ 7 ] [ 21 ]  |
| 2005 | Abolição                | 10.º lugar  | Grupo C                                 | Neste carnaval, a Acadêmicos da Abolição é surreal                                                 | [ 9 ]         |
| 2006 | Renascer                | 5.º lugar   | Grupo A                                 | A Divina Comédia Brasileira                                                                        | [ 8 ] [ 21 ]  |
| 2006 | Abolição                | 5.º lugar   | Grupo C                                 | Na Terra, na água, no fogo, no ar os espíritos da natureza clamam pela vida                        | [ 10 ]        |
| 2007 | Unidos da Tijuca        | 4.º lugar   | Grupo Especial                          | De lambida em lambida, a Tijuca dá um click na avenida                                             | [ 11 ] [ 21 ] |
| 2008 | Caprichosos             | 6.º lugar   | Grupo A                                 | De Santo Antônio de Sá ao Polo Petroquímico, Itaboraí...uma terra abençoada!                       | [ 22 ]        |
| 2009 | Portela                 | 3.º lugar   | Especial RJ                             | E por falar em amor… Onde anda você?                                                               | [ 23 ]        |
| 2009 | Caprichosos             | 10.º lugar  | Grupo A                                 | No transporte da alegria...Me leva Caprichosos a caminho da folia                                  | [ 24 ]        |
| 2010 | Vai-Vai                 | 3.º lugar   | Especial SP                             | 80 Anos de Arte e Euforia, "É Bom no Samba, É Bom no Couro". Salve o Duplo Jubileu de Carvalho     | [ 25 ]        |
| 2010 | Alegria                 | Campeã      | Grupo Rio de Janeiro 1                  | No Mundo da Fantasia... vejo as cores da Alegria                                                   | [ 26 ]        |
| 2011 | Alegria                 | 11.º lugar  | Grupo A                                 | Os doze obás de Xangô                                                                              | [ 27 ]        |
| 2012 | Antiga Abissínia        | 11.º lugar  | Especial (CF)                           | Que o amor dure para sempre e que sempre, Seja todo dia...                                         |               |
| 2012 | Santa Cruz              | 6.º lugar   | Grupo A                                 | Nas ondas do rádio... “Acorda Brasil Para Escutar! O Show do Antônio Carlos Está No Ar"            | [ 28 ]        |
| 2013 | Unidos de Cosmos        | 4.º lugar   | Grupo D                                 | Rosele Nicolau brilha no Cosmos. A eterna estrela da Zona Oeste                                    |               |
| 2014 | Campo do Galvão         | 3.º lugar   | OESG                                    | 40 Anos de Samba e Paixão... Acadêmicos, Um Marco para História                                    |               |
| 2015 | Santa Cruz              | 10.º lugar  | Série A                                 | O pequeno menino se tornou Grande Otelo                                                            | [ 29 ]        |
| 2016 | Santa Cruz              | 12.º lugar  | Série A                                 | Diz mata! Digo verde. A natureza veste a incerteza. E o amanhã?                                    | [ 30 ]        |
| 2017 | Santa Cruz              | 12.º lugar  | Série A                                 | Vou Levar somente o que couber no bolso e no coração... Uma viagem de sabedoria além da imaginação |               |
| 2017 | Unidos das Vargens      | Campeã      | Série C                                 | Terra Água Fogo e Ar Uma Explosão de Vida                                                          |               |
| 2020 | Alegria                 | Vice-campeã | LIVRES                                  | Ypanema                                                                                            | [ 19 ]        |
| 2020 | Cabuçu                  | 11.º lugar  | Grupo de Acesso da Intendente Magalhães | Cabuçu canta pra subir no Centenário de Bángbalà                                                   |               |
| 2022 | Unidos de São Cristóvão | 5.º lugar   | Série Prata                             | Menino Silas                                                                                       |               |
| 2023 | Unidos de São Cristóvão | 16.º lugar  | Série Prata                             | Águas de Oxalá                                                                                     |               |

## Premiações
- Estandarte de Ouro

1. 2007 - Melhor enredo (Unidos da Tijuca - "De Lambida em Lambida, a Tijuca Dá Um Click na Avenida") [31][32]

- Plumas & Paetês Cultural

1. 2007 - Personalidade do carnaval [33]
2. 2010 - Melhor carnavalesco (Alegria) [34]

- Prêmio Elite do Samba

1. 2013 - Melhor enredo (Cosmos - "Rosele Nicolau brilha no Cosmos. A eterna estrela da Zona Oeste") [35][36]

- S@mba-Net

1. 2005 - Melhor enredo (Renascer - "Espelho, Espelho Meu!") [37][38]
2. 2010 - Melhor conjunto de alegorias (Alegria) [39]
3. 2010 - Melhor conjunto de fantasias (Alegria) [40]

- Troféu Jorge Lafond

1. 2005 - Carnavalesco revelação [41]
2. 2005 - Melhor enredo (Renascer - "Espelho, Espelho Meu!") [41]
3. 2010 - Melhor carnavalesco (Alegria) [42]